# Rico Rogers
Rico Rogers   (Palmerston North, 25 d'abril de 1978) és un ciclista de Nova Zelanda retirat que va rodar per última vegada a l'Attaque Team Gusto.és un ciclista neozelandès retirat que va competir per última vegada amb l'Attaque Team Gusto. Fou professional des del 2010 fins al 2016.

## Palmarès
Palmarès.
- 2010
  - Vencedor de 2 etapes de la Volta a la Xina
  - Vencedor de 2 etapes del Tour de Gippsland
- 2011
  - Vencedor d'una etapa del Tour de Taiwan
  - Vencedor d'una etapa de la Volta al llac Qinghai
  - Vencedor d'una etapa de la Volta a la Xina
- 2012
  - 1r al Gran Premi de la vila de Pérenchies
- 2013
  - Vencedor d'una etapa del Tour de Tailàndia
  - Vencedor d'una etapa de l'An Post Rás
  - Vencedor d'una etapa de la Volta a la Xina I